# Puchar Beskidów 1977
Puchar Beskidów 1977 – osiemnasta edycja tego pucharu. Konkursy zostały rozegrane w Szczyrku i w Wiśle.
Obrońcą tytułu sprzed roku był Czechosłowak Emil Babiš.
Klasyfikację generalną turnieju po raz drugi w swojej karierze wygrał Stanisław Bobak (poprzedni tytuł zdobyty w 1975). Zwyciężył on w dwóch zaplanowanych konkursach pucharu. Drugie miejsce zajął Henryk Tajner, który przegrał ze swoim rodakiem łącznie o nieco ponad pięćdziesiąt punktów, a trzecie miejsce wywalczył Janusz Waluś już ze stratą ponad sześćdziesięciu punktów.

## Terminarz
Na podstawie danych
| Lp. | Data             | Miejscowość | Skocznia | Uwagi | 1. miejsce      | 2. miejsce    | 3. miejsce  |
| --- | ---------------- | ----------- | -------- | ----- | --------------- | ------------- | ----------- |
| 1.  | 28 stycznia 1977 | Szczyrk     | Skalite  | –     | Stanisław Bobak | Janusz Waluś  | ?           |
| 2.  | 30 stycznia 1977 | Wisła       | Malinka  | –     | Stanisław Bobak | Henryk Tajner | Reiner Warg |

## Wyniki zawodów
| Msc. | Zawodnik        | Kraj | I seria | II seria | Punkty |
| ---- | --------------- | ---- | ------- | -------- | ------ |
| 1.   | Stanisław Bobak | POL  | ?       | ?        | 223,0  |
| 2.   | Janusz Waluś    | POL  | ?       | ?        | 204,4  |
| 3.   | ?               | ?    | ?       | ?        | ?      |
| ?    | Henryk Tajner   | POL  | ?       | ?        | 201,6  |

| Msc. | Zawodnik          | Kraj | I seria | II seria | Punkty |
| ---- | ----------------- | ---- | ------- | -------- | ------ |
| 1.   | Stanisław Bobak   | POL  | ?       | ?        | 240,4  |
| 2.   | Henryk Tajner     | POL  | ?       | ?        | 211,5  |
| 3.   | Reiner Warg       | DDR  | ?       | ?        | 209,6  |
| 4.   | Janusz Waluś      | POL  | ?       | ?        | 194,4  |
| 4.   | Karl Lustenberger | SUI  | ?       | ?        | 194,4  |
| . .. |                   |      |         |          |        |

## Klasyfikacja generalna
| Pozycja | Zawodnik        | Reprezentacja | Punkty zdobyte w konkursach | Punkty zdobyte w konkursach | Punkty zdobyte w konkursach | Punkty zdobyte w konkursach | Suma punktów | Strata |
| Pozycja | Zawodnik        | Reprezentacja | 6.02                        | 6.02                        | 8.02                        | 8.02                        | Suma punktów | Strata |
| ------- | --------------- | ------------- | --------------------------- | --------------------------- | --------------------------- | --------------------------- | ------------ | ------ |
| 01 !    | Stanisław Bobak | Polska        | 223,0                       | 1.                          | 240,4                       | 1.                          | 463,4        | –      |
| 02 !    | Henryk Tajner   | Polska        | 201,6                       | ?                           | 211,5                       | 2.                          | 413,1        | -50,3  |
| 03 !    | Janusz Waluś    | Polska        | 204,4                       | 2.                          | 194,4                       | 4.                          | 398,8        | -64,6  |
| ...     |                 |               |                             |                             |                             |                             |              |        |